# Harpactea minoccii
Harpactea minoccii este o specie de păianjeni din genul Harpactea, familia Dysderidae, descrisă de José Vicente Ferrández în anul 1982.
Este endemică în Spania. Conform Catalogue of Life specia Harpactea minoccii nu are subspecii cunoscute.